# Alex Lowes
Alexander Thomas "Alex" Lowes (Lincoln, 14 september 1990) is een Brits motorcoureur. Zijn identieke tweelingbroer Sam Lowes is ook motorcoureur.

## Carrière

### Vroege carrière
Lowes begon zijn carrière in de motorsport op zesjarige leeftijd. In 1998 stapte hij over naar de motorcross en bleef hier tot 2001 actief, waarbij hij in verschillende kampioenschappen in Engeland uitkwam. In 2002 stapte hij over naar de wegrace en werd op een Cagiva tweede in het JRA Championship. In 2003 kwam hij uit in het Aprilia Superteen Championship, ondanks dat hij met zijn twaalf jaar de jongste coureur was. In een veld met rijders tussen 13 en 19 jaar oud wist Lowes vierde te worden in het kampioenschap.
In 2004 maakte Lowes de overstap naar het GP125 MRO Championship. Hij kwam ook uit in twee races van het Duitse kampioenschap en één in het Britse kampioenschap. Aan het eind van het seizoen eindigde hij als tweede in de GP125-klasse, inclusief een overwinning op het Pembrey Circuit. In 2005 stapte hij over naar het Britse 125cc-kampioenschap en bleef hier twee jaar actief. In 2006 maakte hij ook zijn debuut in het wereldkampioenschap wegrace met een wildcard tijdens zijn thuisrace op Donington Park op een Honda, maar kwam niet aan de finish. In 2007 stapte hij over naar het Britse Supersport-kampioenschap op een Honda. Ook hier was hij de jongste coureur van het veld, maar behaalde hij desondanks enkele goede resultaten met twee tiende plaatsen op het Thruxton Circuit en het Croft Circuit als hoogtepunten.

### Superstock
In 2008 stapte Lowes over naar het Europese Superstock 600-kampioenschap op een Kawasaki. Met een tweede plaats als beste resultaat eindigde hij als zestiende in het klassement. In 2009 maakte hij de overstap naar de FIM Superstock 1000 Cup op een MV Agusta en behaalde twee keer punten, maar het team moest de laatste race missen omdat eigenaar Harley-Davidson de renstal te koop zette. In 2010 bleef Lowes moeite houden, aangezien hij voor een nieuw Suzuki-team tekende dat voor de start van het seizoen stopte. Later kreeg hij een aanbod van het Seton Tuning Yamaha-team en werd twaalfde in de stand met 41 punten, ondanks dat hij drie races miste. Ook maakte hij zijn debuut in het Brits kampioenschap superbike op een KTM in de nieuwe EVO-klasse tijdens twee races en werd 35e met één punt. Daarnaast kreeg hij een wildcard om dat jaar deel te nemen in zijn thuisrace op Silverstone tijdens het wereldkampioenschap Supersport op een Yamaha, maar kwam ten val en finishte de race niet.

### Brits kampioenschap superbike
In 2011 maakte Lowes zijn fulltime debuut naar het Brits kampioenschap superbike. Hij reed voor vier verschillende teams gedurende het seizoen. Hij begon het jaar voor Team WFR in de EVO-klasse op een Honda. Na drie weekenden, waarin een vijfde plaats op Croft zijn beste resultaat was, stapte hij over naar het MMS Colchester Kawasaki-team als vervanger van Stuart Easton en behaalde onder anderen een zevende plaats op Thruxton. Later dat jaar verving hij een geblesseerde Jonathan Rea bij Ten Kate Racing tijdens de weekenden op het Automotodrom Brno en Silverstone in het wereldkampioenschap superbike en behaalde één punt met een vijftiende plaats op Brno. Toen hij terugkeerde naar het Britse kampioenschap was hij zijn zitje bij Kawasaki kwijt en maakte het seizoen af bij het Motorpoint Yamaha-team. Uiteindelijk eindigde hij het seizoen op de twintigste plaats met 60 punten.
In 2012 keerde hij terug bij Team WFR in het Britse kampioenschap. Hij beleefde een zeer succesvol seizoen en werd vierde met een dubbele overwinning op Silverstone. In 2013 maakte hij de overstap naar het fabrieksteam van Honda. Met acht overwinningen en dertien andere podiumplaatsen behaalde hij de titel door drievoudig kampioen Shane Byrne te verslaan tijdens de laatste race op Brands Hatch.

### Wereldkampioenschap superbike
Na het behalen van zijn kampioenschap maakte Lowes bekend dat hij in 2014 de definitieve overstap zou maken naar het wereldkampioenschap wegrace, nadat het fabrieksteam van Honda zich terugtrok uit het Brits kampioenschap. Hij kwam uit voor het fabrieksteam van Suzuki. Met twee podiumplaatsen op het TT Circuit Assen en zijn thuisrace op Donington Park werd hij elfde in het klassement met 139 punten. In 2015 bleef hij hier rijden en behaalde een podiumplaats op het nieuwe Chang International Circuit, waardoor hij zich verbeterde naar de tiende plaats met 135 punten.
In 2016 stapte Lowes over naar het terugkerende fabrieksteam van Yamaha en reed naast voormalig kampioen Sylvain Guintoli. Ook maakte hij dat jaar zijn debuut in de MotoGP-klasse van het wereldkampioenschap wegrace als vervanger van de geblesseerde Bradley Smith bij het Tech 3 Yamaha-team tijdens de Grands Prix van Groot-Brittannië en San Marino. In 2017 en 2018 vormt hij een team samen met de Nederlander Michael van der Mark.